# 下樓的裸女二號
《下樓的裸女二號》（法語：Nu descendant un escalier n° 2）是1912年法國藝術家杜尚繪製的一幅油畫，是現代繪畫的代表作之一。它曾被立体派畫家批評為太過像未來派作品，但實際上1912年獨立者沙龍的展品目錄中卻被劃分为立体派作品，并且在1913年紐約军械库展览会中成爲焦點。現此作藏于費城藝術博物館。

## 創作歷史

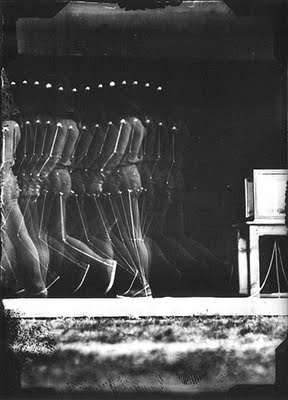
《走路的人》，艾蒂安-朱尔·马雷，1890-91

英國攝影師埃德沃德·迈布里奇1887年拍攝的《下樓的女人》（Woman Walking Downstairs）

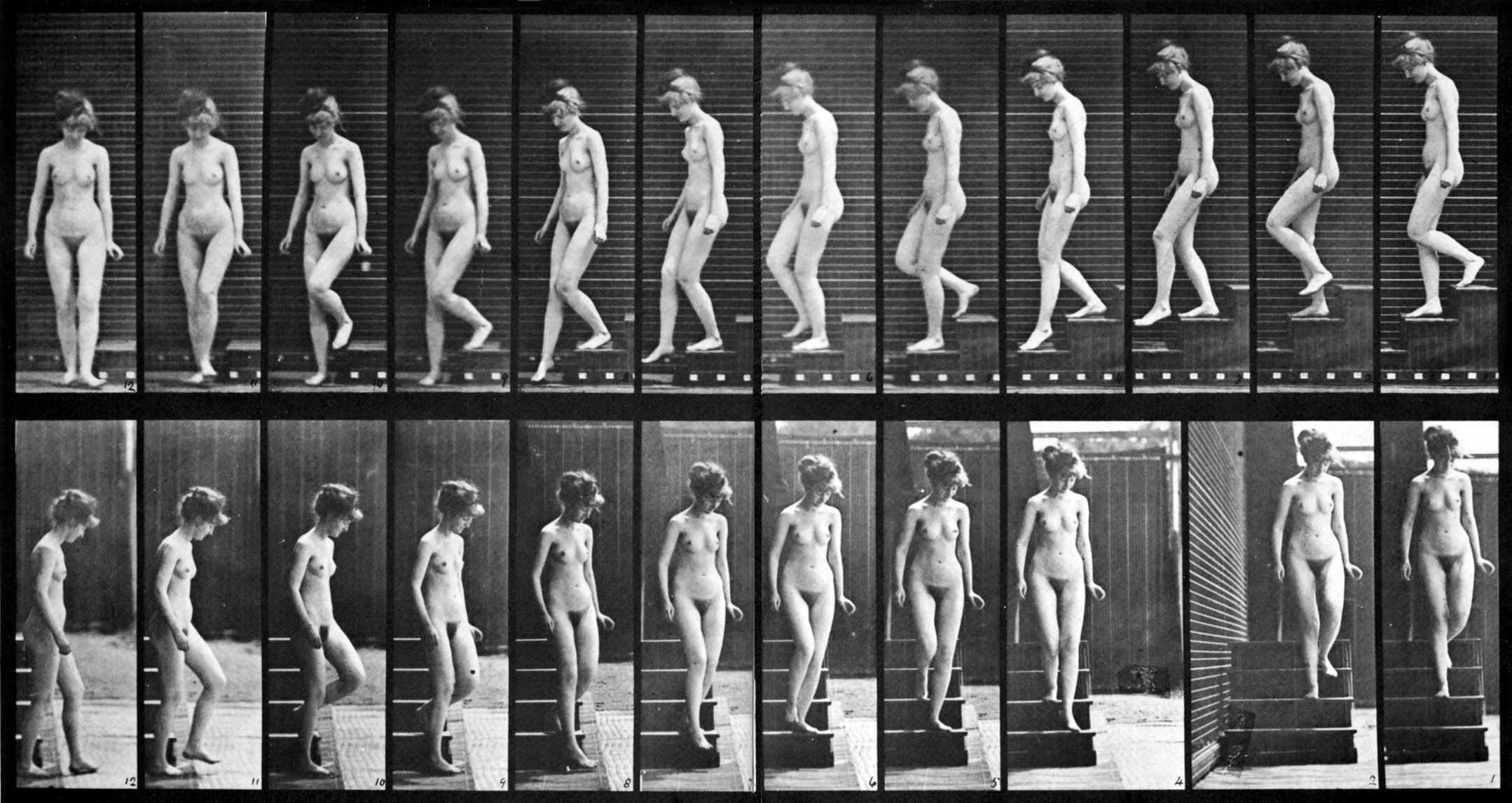
邁布里奇作品的分幀照片

這幅作品混合了立体派和未來派的風格。杜尚在此把多個女子下樓的動作混合在了一起，這可能是受到了艾蒂安-朱尔·马雷和埃德沃德·迈布里奇的攝影作品影響。實際上這幅畫就和埃德沃德·迈布里奇1887年拍攝的《下樓的女人》十分相似。
1912年5月16日，杜尚向第28屆獨立者沙龍提交了這幅作品。在沙龍展品目錄中編號1001，名稱為Nu descendant l'escalier，而不是現在的Nu descendant un escalier n° 2。不過雖然列在了目錄中，這幅畫並沒有實際參展。 杜尚的哥哥雅克·维庸和雷蒙·杜尚-維庸受到策展人的委托，曾試圖打消杜尚用此作參展的念頭。策展人認爲如果杜尚堅持展出的話，那也要改掉作品的標題才行。根據杜尚自己的説法，這是因為包括阿尔伯特·格列兹在内的一些立体派畫家認爲這幅畫不符合他們的理念， 而策展方則說他“就不該畫一個下樓的裸体人物，這實在可笑...裸體應該受到尊重”。

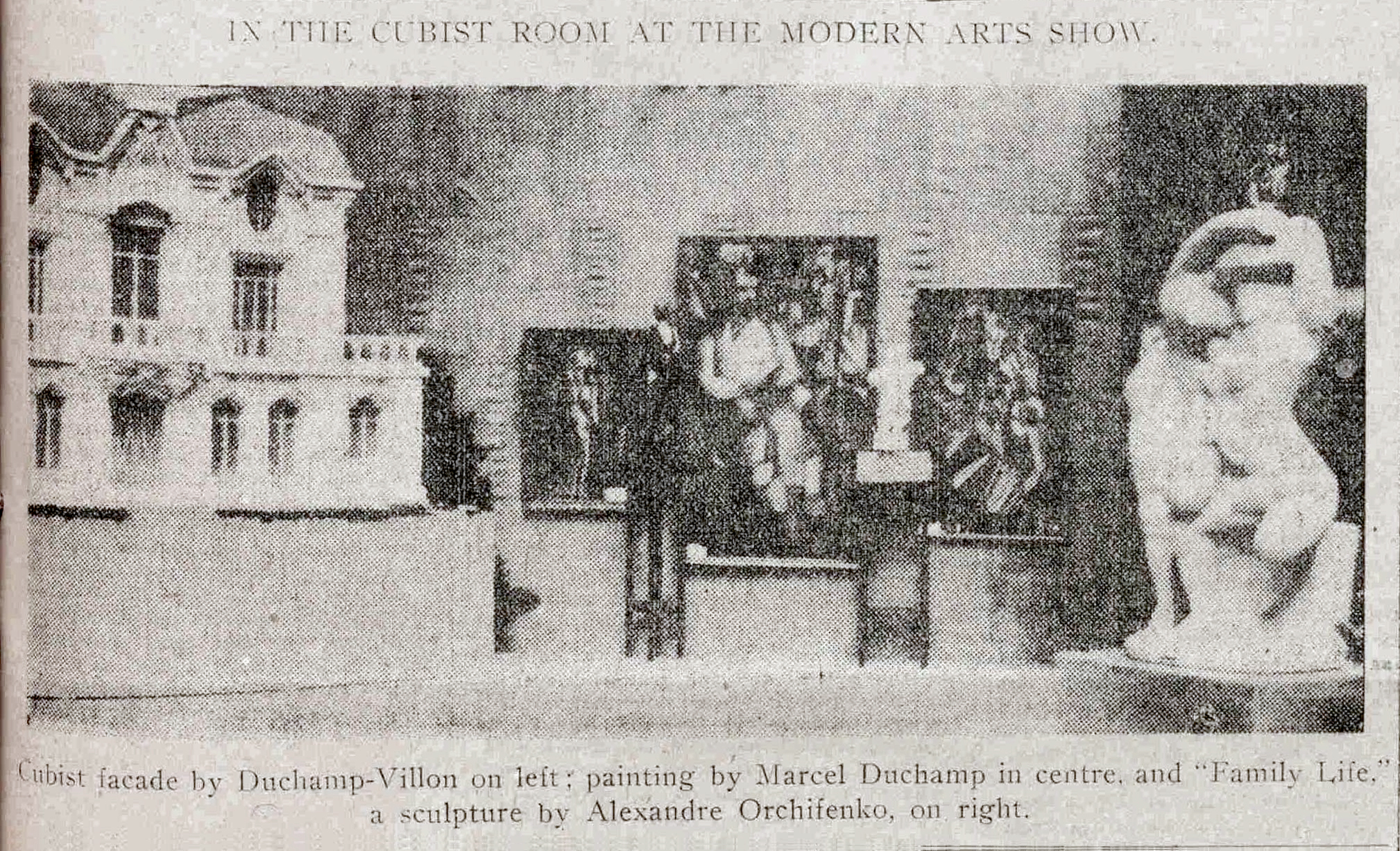
军械库展览会上的立体派展室，右二為《下樓的裸女二號》

究其原因，還是因爲當時法國立体派藝術家對外來藝術風格有抵觸情緒，而杜尚的作品風格非常貼近當代意大利未來派。但杜尚並不承認他受到了意大利未來派的影響，按他所說，巴黎和羅馬相距如此遙遠，在巴黎的他根本就不可能受到這種影響。
在一次採訪中，杜尚與策展人凱瑟琳（Katherine Kuh）談到《下樓的裸女二號》時說：“實際上我是看了擊劍者和奔馬的連續照片之後才想到了《裸體》的點子。我不是說我抄襲了這些相片。未來派也有類似的想法，但我從來都不是未來派畫家。” 杜尚後來又說：“我的目的是用靜態來表示運動，即繪製運動中的連續靜態動作——完全沒想過電影效果什麽的。我覺得我將運動中的頭部轉換成純粹的綫條這一點足以可謂自己辯護。” 作爲對獨立者沙龍的回應，杜尚說：“我什麽都沒對哥哥們說。但我立刻就搭了計程車去向展方要回我的畫作。我確信那是我人生的一個轉折點。我感覺自己再也不會對團體活動產生興趣了。”
雖然如此，這幅畫實際上還是得以在1912年10月的黄金分割沙龍（Salon de la Section d'Or）中以原標題參展。此外，它還出現在了《Du "Cubisme"》一書及1912年秋季沙龍的展出「立體之家」（La Maison Cubiste）中。歷史學家彼得·布魯克（Peter Brooke）說：“就是因想呆在這些藝術家群體中他（杜尚）才撤回了作品。不像他自己說的那樣，他當時的地位其實相當優越”。

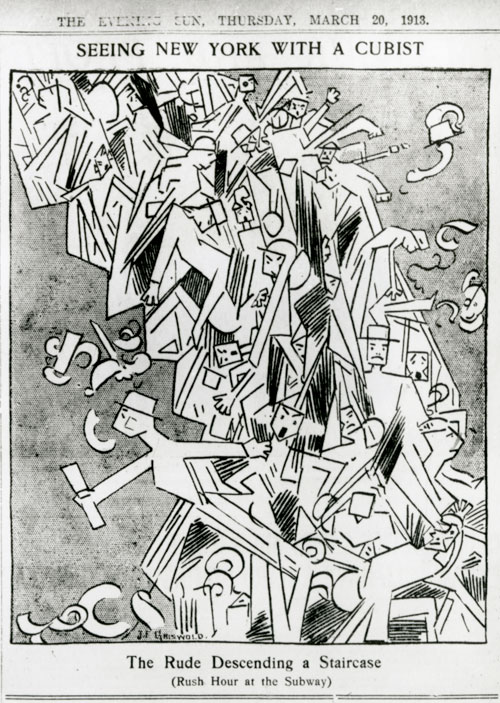
1913年3月20日在紐約上演的同名滑稽劇

杜尚后來又將此作提交給1913年美國紐約軍械庫展覽會的評委，標題為“Nu descendant un escalier”，同時印刷的明信片上顯示的英文名字為“Nude Descending a Staircase”。此作在美國也備受嘲諷，1913年一年就有多出滑稽劇上映。《美國藝術新聞》多次懸賞以期讀者能找出畫中所謂的裸體。
在看過軍械庫展覽會之後，美國總統西奧多·羅斯福說：“就拿那個叫做什麽‘裸體下樓’的畫來説吧，我臥室裏其實有一個納瓦霍藝術毯子，它按立体派的理論來説其實比這畫好多了。按照這些人莫名其妙的邏輯，這毯子就該叫‘正裝上樓’...這倆個名字可謂不分伯仲，從裝飾藝術的角度來講，這毯子實際還比那幅畫有用多了”。
在軍械庫展覽會展出時此畫被舊金山的律師兼藝術商弗雷德里克·托利（Frederic C. Torrey）買下，挂在伯克利的家中。1919年在找人畫了一幅原大的複製品後，托利將原作賣給了美國藝術品收藏家沃爾特·康拉德·阿倫斯伯格（Walter Conrad Arensberg）及其妻路易絲（Louise）。1954年此画按二人遺願捐給費城美術館，此後直到今日就是一直該館的藏品。

## 外部連結
- Nude Descending a Staircase, No. 2（页面存档备份，存于） at the Philadelphia Museum of Art
- Multiple exposure photograph of Duchamp walking down a flight of stairs reminiscent of his painting（页面存档备份，存于）, Eliot Elisofon, Life magazine, 1952
- Video Interview with Francis M. Naumann Fine Art on Nude Descending A Staircase（页面存档备份，存于） at The Armory's Centennial Edition.